# Cnemidophorus uniparens
Cnemidophorus uniparens är en ödleart som beskrevs av  Wright och LOWE 1965. Cnemidophorus uniparens ingår i släktet Cnemidophorus och familjen tejuödlor. IUCN kategoriserar arten globalt som livskraftig. Inga underarter finns listade i Catalogue of Life.